# Tōhoku
Tōhoku-regionen (東北地方 Tōhoku-chihō) er en region i Japan. Området er også kendt som Michinoku (みちのく).
Regionen omfatter den nordøstlige del af øen Honshū, Japans største ø. Den har et areal på 66.890 km2
og et befolkningstal på 9.020.531 (2015).
Regionen består af seks præfekturer: Akita, Aomori, Fukushima, Iwate, Miyagi og Yamagata. Dens største by er Sendai, der har 1.061.177(2020) indbyggere.
Den 11. marts 2011 ramtes området af et større jordskælv med efterfølgende tsunami. Se Jordskælvet ved Tōhoku 2011.

## Eksterne links
- Wikimedia Commons har flere filer relateret til Tōhoku

38°54′N 140°40′Ø / 38.9°N 140.67°Ø